# Bunker Hill (Kansas)
Bunker Hill è un comune degli Stati Uniti d'America, situato nello Stato del Kansas, nella contea di Russell.